# Strýčice
Strýčice (en allemand : Stritschitz) est une commune du district de České Budějovice, dans la région de Bohême-du-Sud, en République tchèque. Sa population s'élevait à 59 habitants en 2023.

## Géographie
Strýčice se trouve à 17 km à l'ouest-nord-ouest de České Budějovice et à 120 km au sud-sud-est de Prague.
La commune est limitée par Chvalovice au nord-ouest, par Němčice au nord, par Radošovice à l'est, par Záboří au sud et au sud-ouest.

## Histoire
La première mention écrite du village date de 1292.

## Galerie

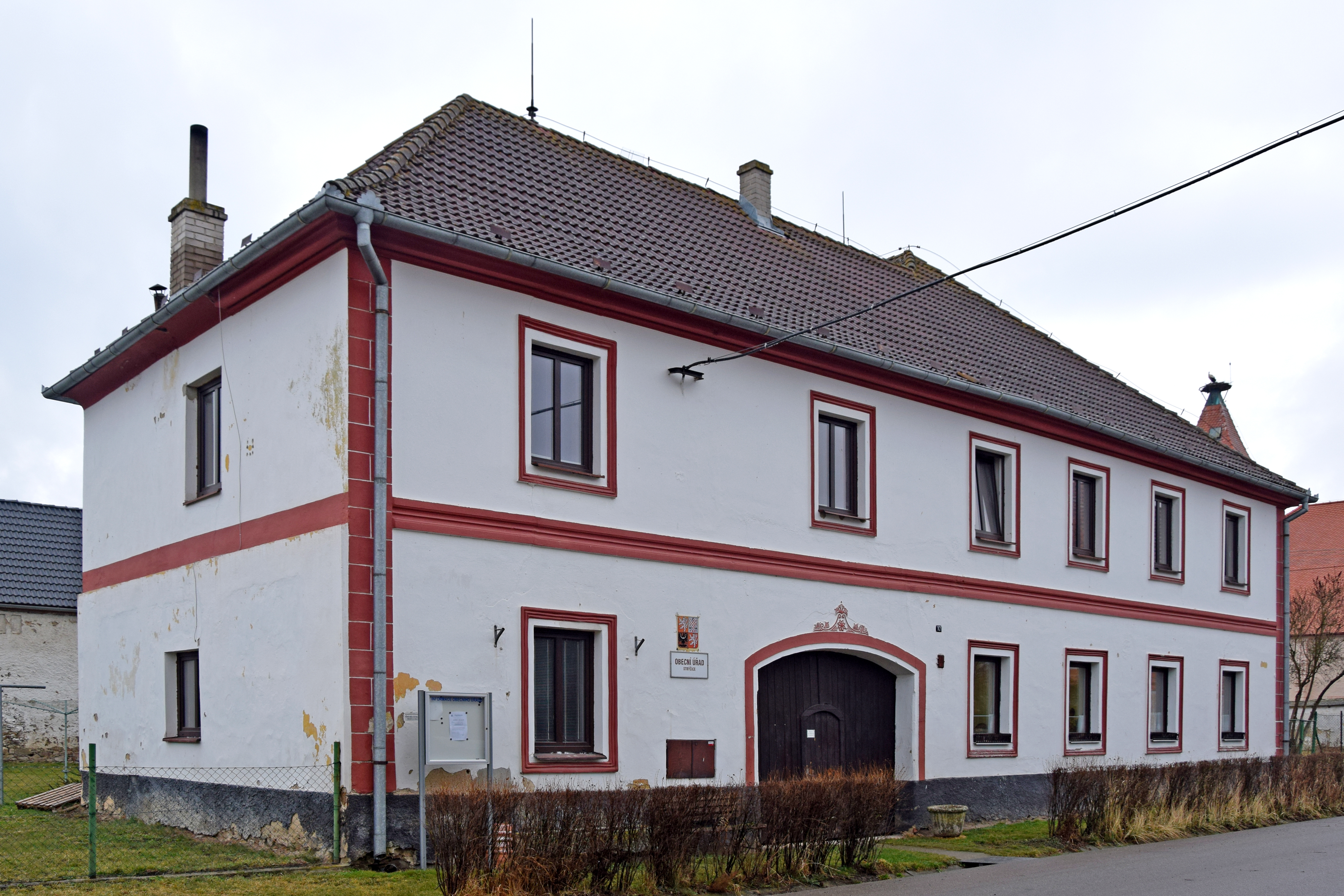
Strýčice : la mairie.
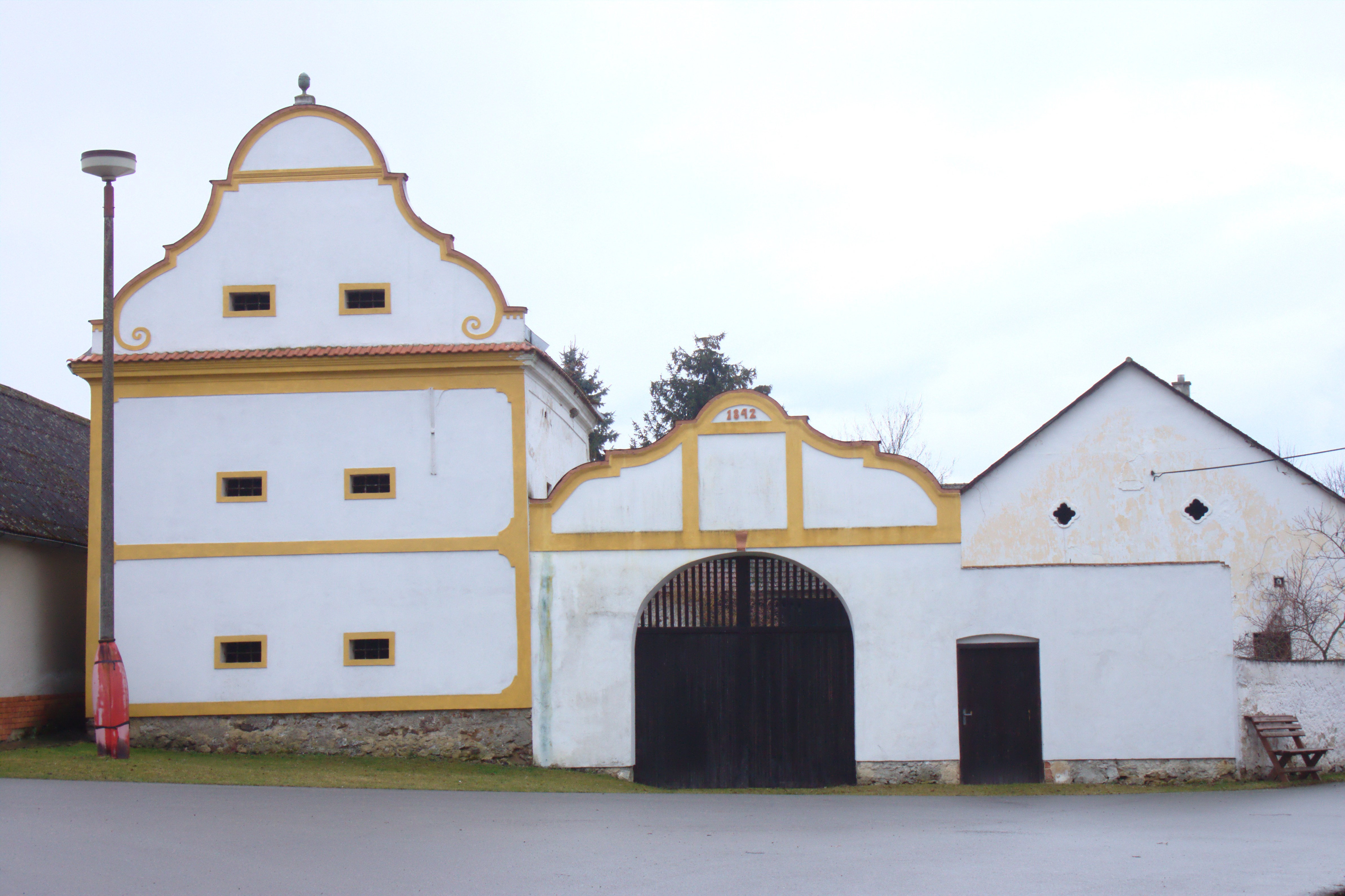
Maison de style baroque rural.

## Transports
Par la route, Strýčice se trouve à 9,5 km de Netolice, à 22 km de České Budějovice et à 151 km de Prague.